# Karl Hoffmann (Bildhauer)

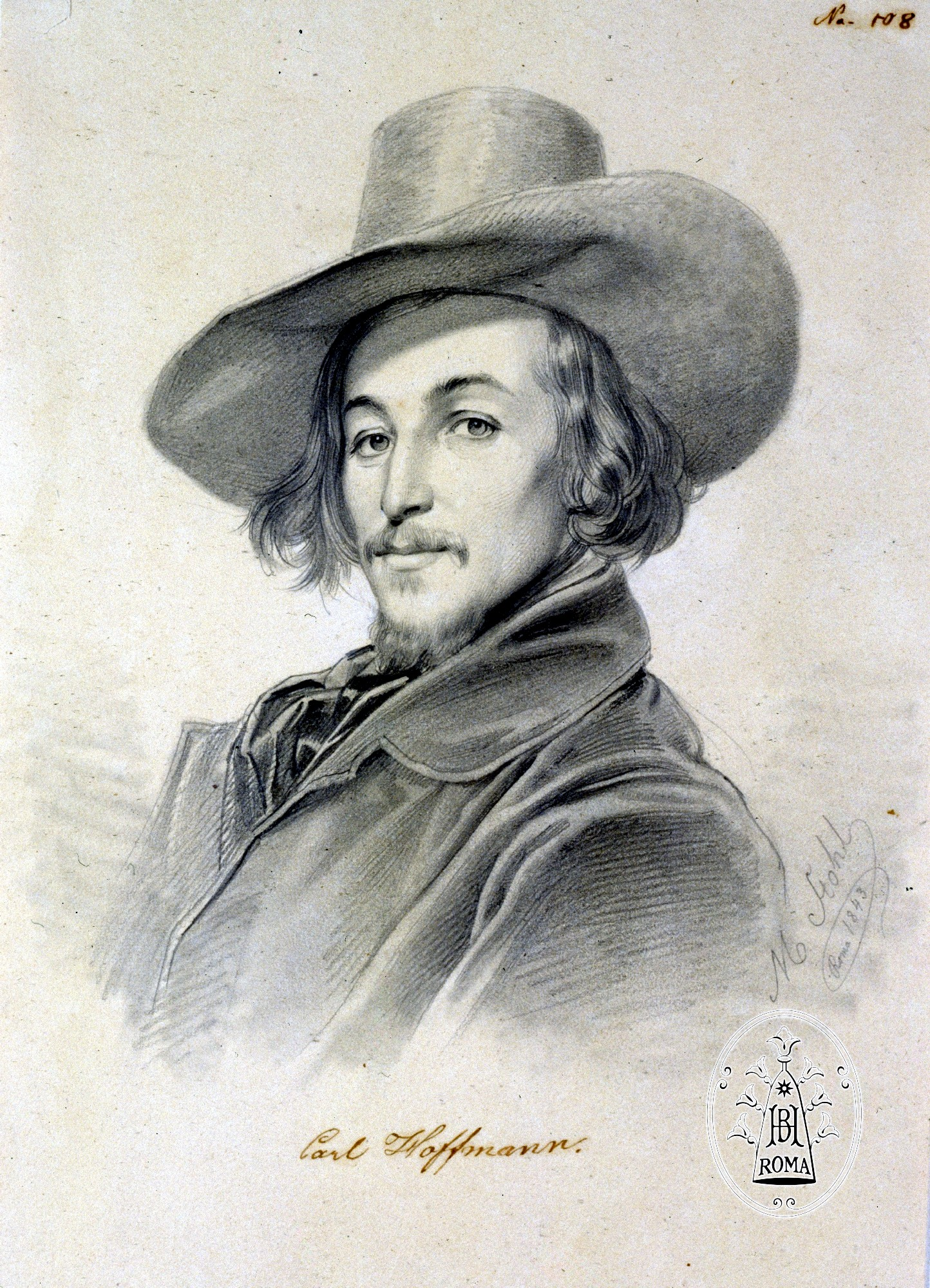
Porträt Carl Hoffmann, gezeichnet von Michael Stohl, Rom 1843

Karl Hoffmann, auch Carl Hoffmann, (* 1816 in Wiesbaden; † 1872 ebenda) war ein deutscher Bildhauer.

## Leben
Carl Hoffmann war ab 1836 in der Bildhauerklasse der Akademie der bildenden Künste München immatrikuliert.
Weiterhin wurde er als Stipendiat des Nassauischen Staates in der Werkstatt von Bertel Thorvaldsen in Rom ausgebildet. 1842 erhielt er den Auftrag, die Figurengruppe der Hygieia, der Göttin der Gesundheit, die auch Schutzpatronin der Apotheker ist, in Carrara-Marmor für den Wiesbadener Kranzplatz zu schaffen. Erst 1850 wurde das Denkmal eingeweiht, das sich heute im Galerie Hygieia-Saal in den Kurhaus-Kolonnaden befindet. 1846 unterhielt er ein Atelier in der Kranenbäumen-Straße in Köln, er erhielt Aufträge an Kölner Kirchen, aber auch im weiteren Umkreis (z. B. vier Skulpturen an der Westfassade von St. Johannes der Täufer, Treis-Karden). 1848/49 entstanden hier der Muttergottesaltar und der Martinsaltar nach den Entwürfen von Andreas Müller für die Kirche Groß St. Martin. Von Hoffmann stammen auch die Skulpturen in der Bonifatiuskirche, nämlich die Kreuzigungsgruppe über dem Chorumgang in der Apsis und die beiden Statuen des Hl. Franziskus von Assisi und der Hl. Theresa von Avila unter den Arkadenbögen des Chorumganges.
Ferner schuf er an der Apollinariskirche in Remagen die seitlich des Hauptportals stehenden Skulpturen des Heiligen Franziskus und der Heiligen Paula, der Namenspatrone der Stifter der Kirche, des Franz Egon von Fürstenberg-Stammheim und seiner Frau  Pauline von Romberg.
Er heiratete 1837 die katholische Karoline von Rünagel und konvertierte selbst 1844 in Rom; bei seiner Firmung am 14. Juni 1844 in Sant’Ignazio di Loyola in Campo Marzio war der Maler Friedrich Overbeck sein Firmpate. Karoline Hoffmann pflegte Overbeck nach dem Tod seiner Frau 1853 und wurde 1855 von diesem als Erwachsene adoptiert und als Erbin eingesetzt.
Diese Nähe erklärt, warum Hoffmann 1871, zwei Jahre nach Overbecks Ableben, in einer Seitenkapelle der Kirche San Bernardo alle Terme dessen Epitaph anfertigte. Es zeigt den Künstler in seinem letzten Schlafe mit einer lorbeerumkränzten Palette zu dessen Füßen.
Der Maler Karl Hoffmann (* 1838; † um 1900) war sein Sohn.

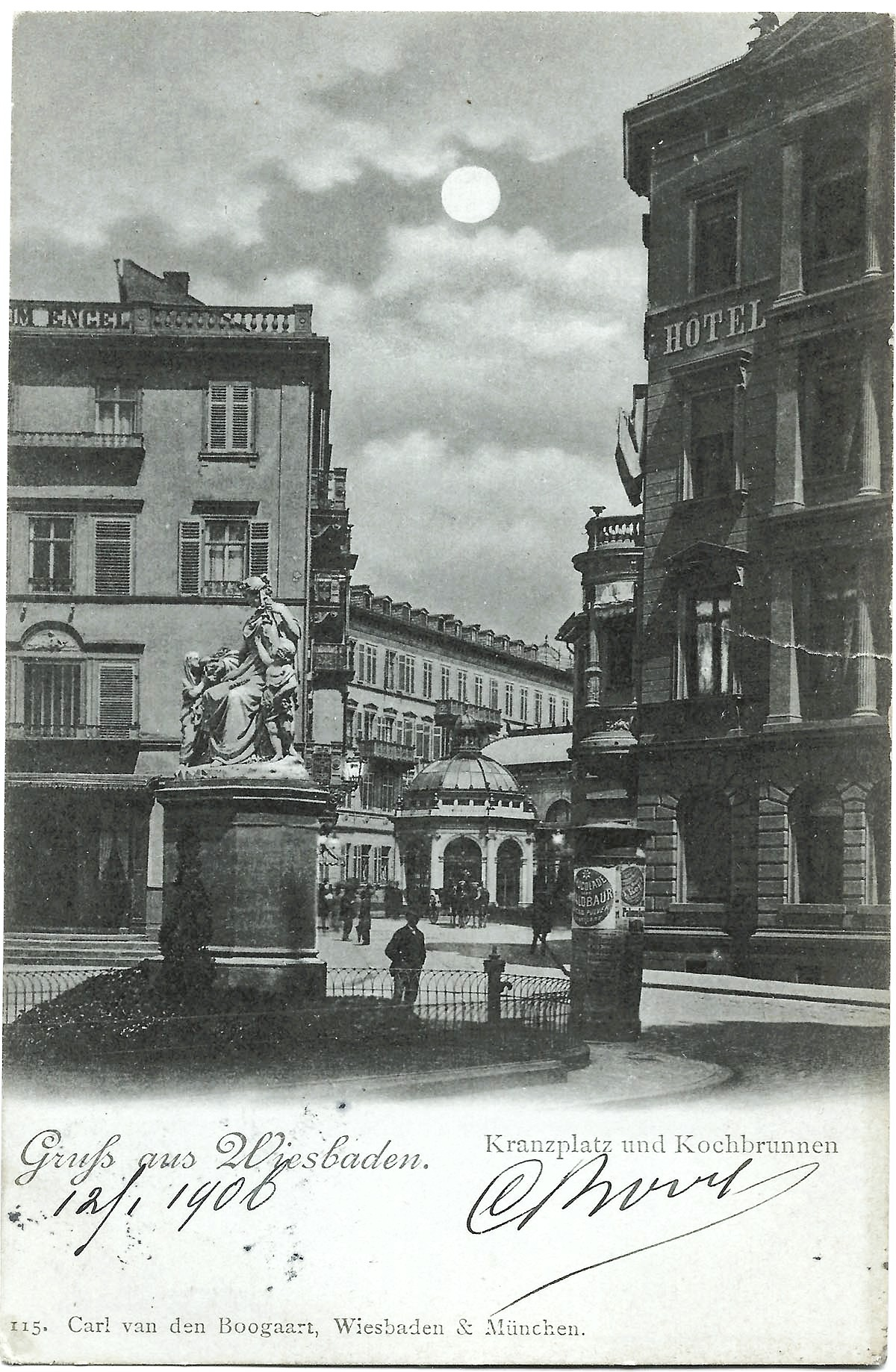
Kranzplatz mit Hygieia und der nördlich gelegenen Kochbrunnenplatz mit Kochbrunnen, um 1900
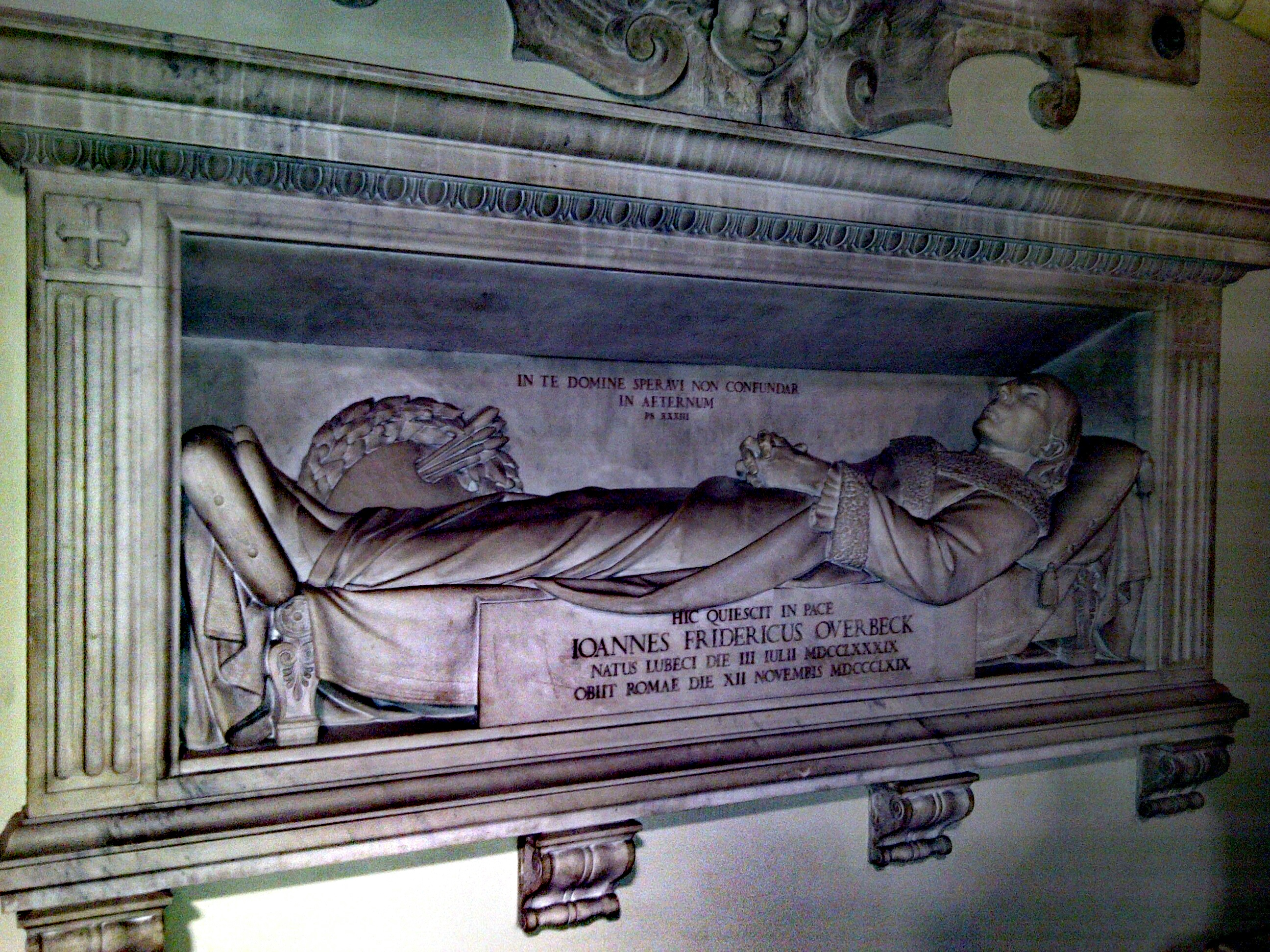
Epitaph des Friedrich Overbeck
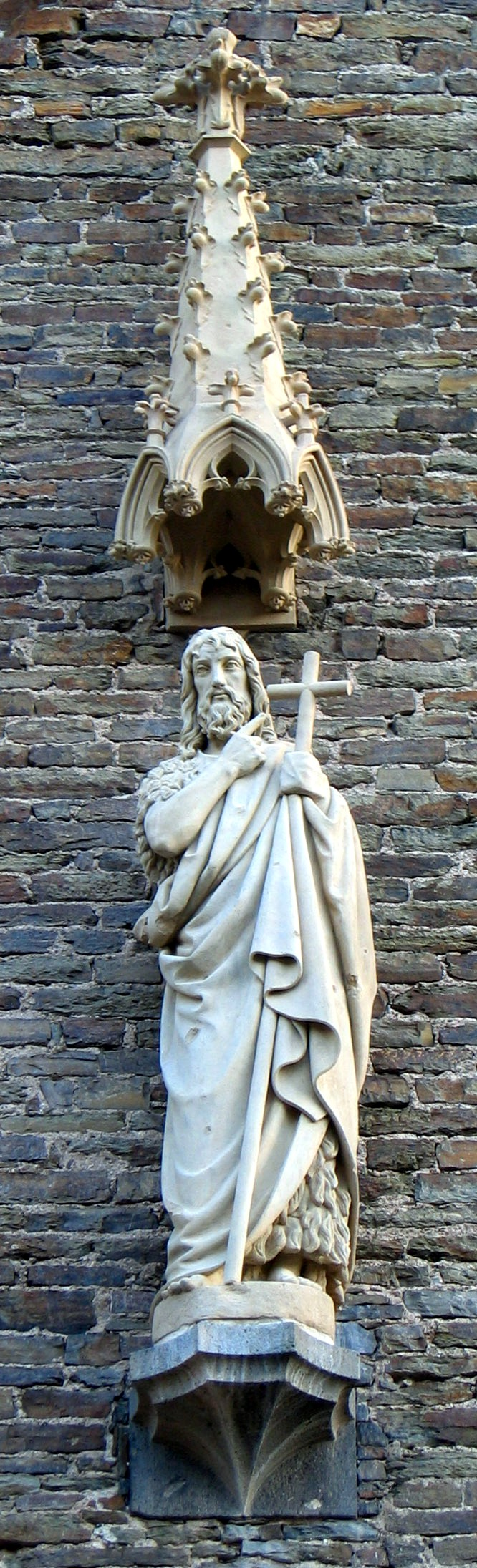
Statue von Hoffmann in Treis-Karden
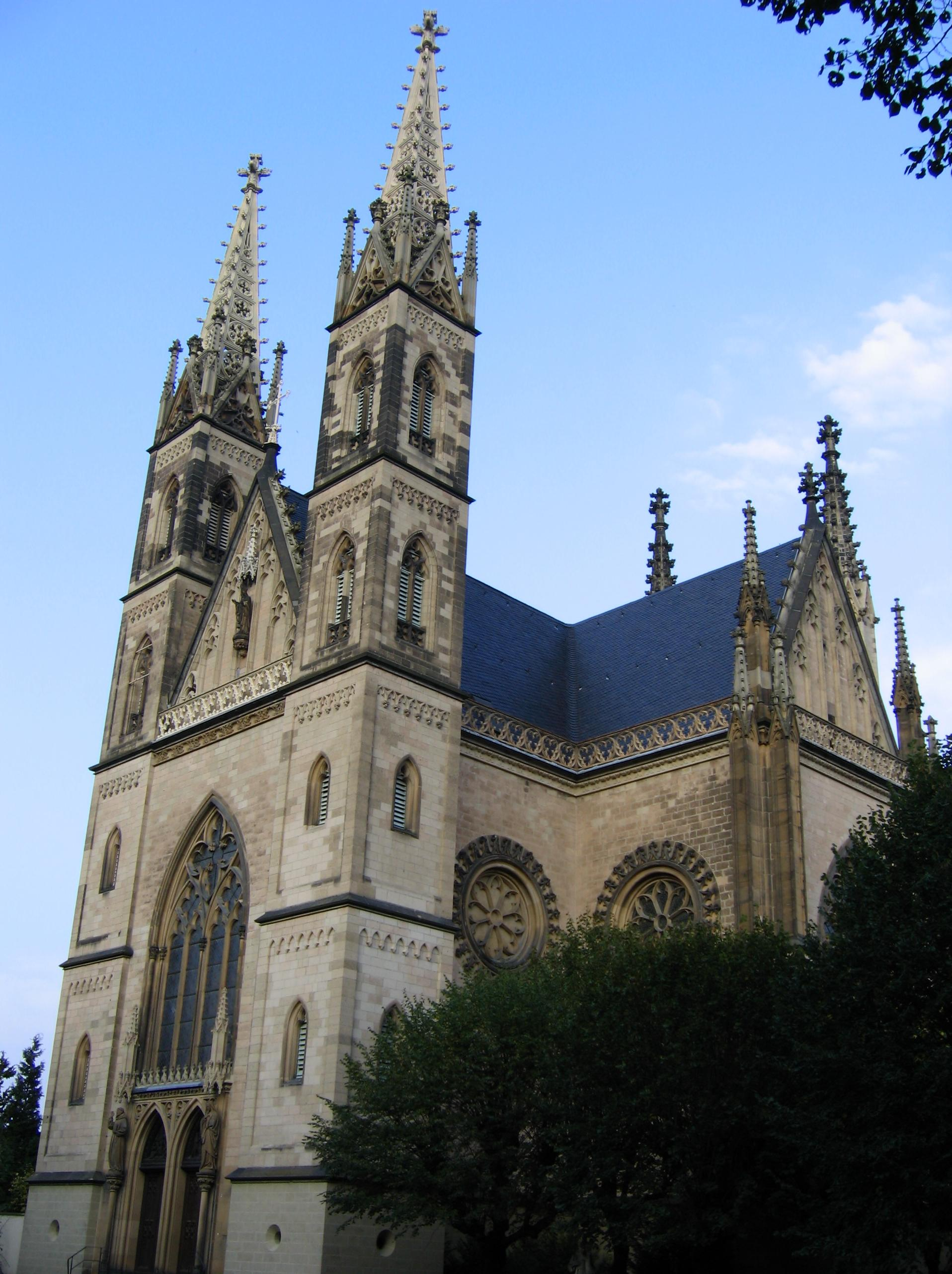
Hoffmanns Stifterfiguren an den Seiten des Hauptportals der Apollinariskirche
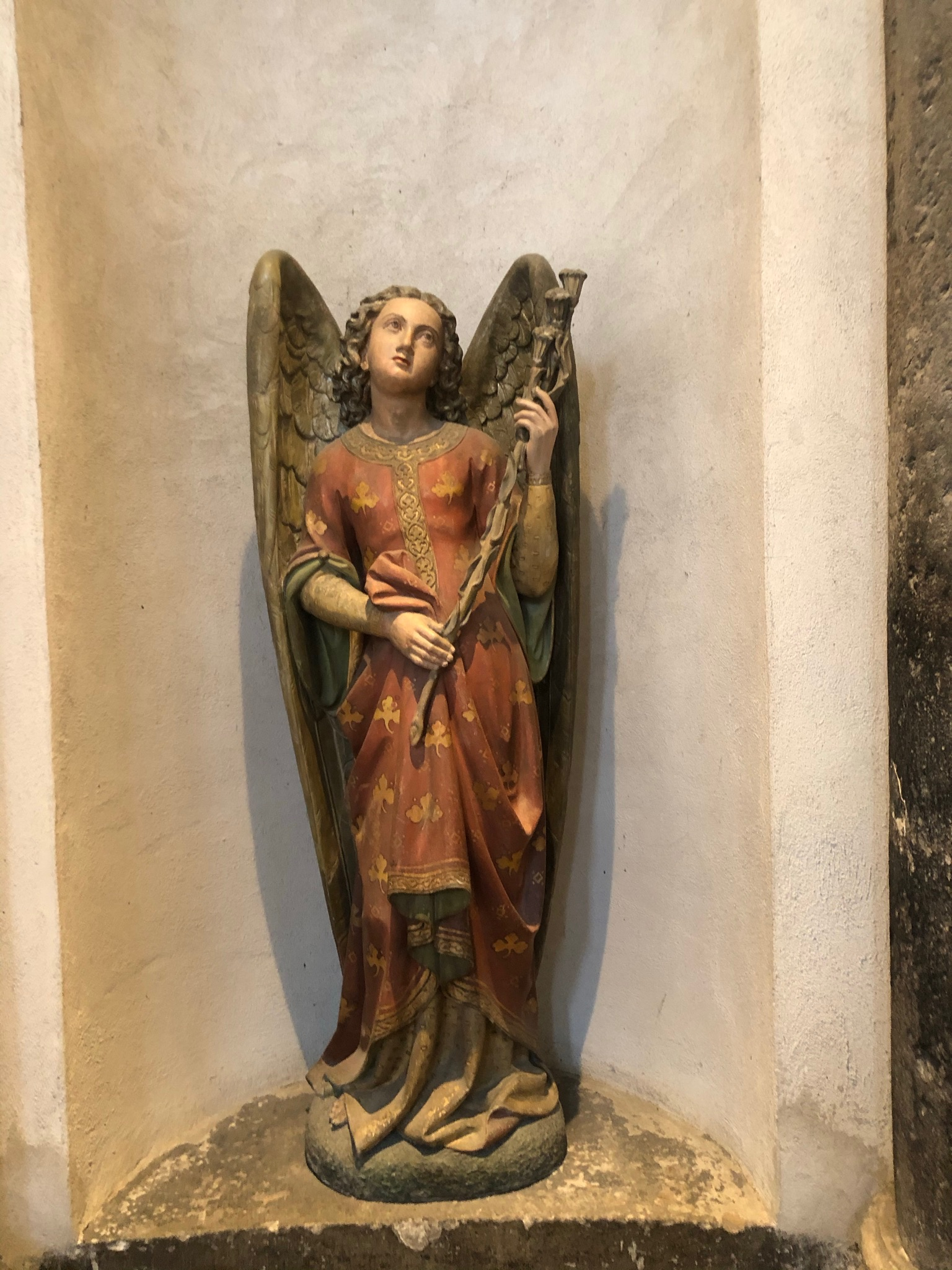
Engel vom Muttergottesaltar (1848/49) in Groß St. Martin in Köln